# Dube Phiri
Adubelo „Dube” Phiri (ur. 16 stycznia 1983) – zambijski piłkarz grający na pozycji napastnika.

## Kariera klubowa
Karierę piłkarską Phiri rozpoczął w klubie Red Arrows FC z miasta Lusaka. W jego barwach zadebiutował w 2003 roku w rozgrywkach zambijskiej Premier League. W 2004 roku wywalczył z Red Arrows mistrzostwo Zambii, a w 2005 roku zdobył Tarczę Dobroczynności.
W 2007 roku Phiri przeszedł do angolskiego CD Huíla, a w 2008 trafił do Primeiro de Agosto z Luandy. W latach 2010–2012 grał w Red Arrows FC, w 2013 - w NAPSA Stars FC, w latach 2014-2016 - w Red Arrows, w 2017 - w Lusaka Dynamos, a w 2018 - znów w Red Arrows.

## Kariera reprezentacyjna
W reprezentacji Zambii Phiri zadebiutował 14 grudnia 2005 roku w wygranym 4:1 towarzyskim meczu z Demokratyczną Republiką Konga, rozegranym w Kitwe. W 2006 roku w Pucharze Narodów Afryki 2006 rozegrał jeden mecz, z Republiką Południowej Afryki (1:0). Z kolei w 2008 roku powołano go na Puchar Narodów Afryki 2008. Tam wystąpił we 2 spotkaniach: z Sudanem (3:0) i z Egiptu (1:1). Od 2005 do 2010 rozegrał w kadrze narodowej 25 meczów i strzelił 6 goli.